# Receptor 5-HT2B
El receptor de 5-hidroxitriptamina 2B (abreviado 5-HT2B ), también conocido como receptor de serotonina 2B, es una proteína de membrana, miembro de la familia de receptores 5-HT 2 que se une al neurotransmisor serotonina (5-hidroxitriptamina, 5-HT). En humanos es codificada por el gen HTR2B.

## Función
El receptor 5-HT2B fue descubierto por primera vez en el estómago de ratas. Fue difícil de caracterizar inicialmente debido a su similitud estructural con otros receptores 5-HT2, en particular con el receptor 5-HT2C. Estos receptores 5-HT2 (de los cuales el receptor 5-HT2B es un subtipo) median muchas de las funciones fisiológicas centrales y periféricas de la serotonina. Los efectos cardiovasculares incluyen la contracción de los vasos sanguíneos y cambios de forma en las plaquetas sanguíneas. 
Los efectos sobre el sistema nervioso central (SNC) incluyen la sensibilización neuronal a los estímulos táctiles y la mediación de algunos de los efectos de las anfetaminas alucinógenas sustituidas. El receptor 5-HT2B se expresa en varias áreas del SNC, incluido el hipotálamo dorsal, la corteza frontal, la amígdala medial y las meninges. Sin embargo, su papel más importante es en el sistema nervioso periférico (SNP), donde mantiene la viabilidad y eficiencia de las valvas de las válvulas cardíacas.
El subtipo de receptor 5-HT 2B está asociado en varias funciones, entre ellas:
- SNC: inhibición de la captación de serotonina y dopamina, efectos conductuales[6]
- Vascular: vasoconstricción pulmonar[7]
- Cardíaco: el receptor 5-HT2B regula la estructura y las funciones cardíacas, como lo demuestra el desarrollo cardíaco anormal observado en ratones sin receptor 5-HT2B.[8] La estimulación excesiva de este receptor provoca la proliferación patológica de los fibroblastos de las válvulas cardíacas,[9] con una sobreestimulación crónica que conduce a la valvulopatía.[10][11] Estos receptores también se sobreexpresan en la insuficiencia cardíaca humana. Se han descubierto antagonistas de los receptores 5-HT2B para prevenir la hipertrofia cardíaca patológica inducida tanto por angiotensina II como por agonistas beta-adrenérgicos en ratones.[12][13][14]
- Transportador de serotonina: los receptores 5-HT2B regulan la liberación de serotonina a través del transportador de serotonina y son importantes tanto para la regulación fisiológica de los niveles normales de serotonina en el plasma sanguíneo[15] como para la liberación aguda anormal de serotonina producida por fármacos como la MDMA.[6] Sorprendentemente, sin embargo, la activación del receptor 5-HT2B parece proteger contra el desarrollo del síndrome serotoninérgico después de niveles elevados de serotonina extracelular,[16] a pesar de su papel en la modulación de la liberación de serotonina.

Los receptores 5-HT2B han estado fuertemente implicados en la causa de la enfermedad cardiaca valvular inducida por fármacos. La controversial comercialización del Fen-Phen en los años 80 y 90 reveló los efectos cardiotóxicos de la estimulación del receptor 5-HT2B. Hoy en día, el agonismo de 5-HT2B se considera una señal de toxicidad que impide un mayor desarrollo clínico de un compuesto en investigación.

## Ligandos
La estructura del receptor 5-HT2B se resolvió en un complejo con el fármaco valvulopatógeno ergotamina. A partir de 2009, se han descubierto pocos ligandos del receptor 5-HT2B altamente selectivos, aunque se conocen numerosos compuestos potentes no selectivos, particularmente agentes con unión concomitante de 5-HT2C. La investigación en esta área ha sido limitada debido a la cardiotoxicidad de los agonistas de 5-HT2B y la falta de una aplicación terapéutica clara para los antagonistas de 5-HT2B, pero aún existe la necesidad de ligandos selectivos para la investigación científica.

### Agonistas
Agonistas selectivos
| - BW-723C86 : selectividad de subtipo funcional justa; Agonista casi total. Ansiolítico in vivo . - Ro60-0175 funcionalmente selectivo sobre 5-HT 2A, potente agonista en ambos 5-HT 2B/C - VER-3323 : selectivo para 5-HT 2B/C sobre 5-HT 2A | - α-metil-5-HT - moderadamente selectivo sobre 5-HT 2A/C - 6-APB - LY-266,097 : agonista parcial sesgado a favor de la proteína G q, sin reclutamiento de β-arrestina2 |

Agonistas no selectivos
| - Guanfacina - un agonista α 2A, pero tiene actividad agonista 5-HT 2B a concentraciones terapéuticas. - MDMA - AMM - MEM - Pergolida | - cabergolina - norfenfluramina - clorfentermina - Aminorex - Bromo-libélula - DMT | - 5-MeO-DMT - LSD : aproximadamente la misma afinidad por los receptores 5-HT 2B y 5-HT 2A clonados humanos. - psilocina - xilometazolina - oximetazolina - quinidina | - ropinirol - Fenoldopam - Lorcaserin - Metilergonovina - Ergotamina - Ergonovina |

### Antagonistas
| - Agomelatine - principalmente agonista del receptor Mt1/Mt2, con menor potencia como antagonista 5-HT2B o 5-HT2C. - Amisulprida - Aripiprazol - Cariprazina - Clozapine - Cyproheptadine | - mCPP (en humanos) - Sarpogrelate: antagonista 5-HT2A/B mixto - Lisurida: agonista dopaminérgico de la case de las ergolinas, que también funge como antagonista 5-HT2B and a dual 5-HT2A/C agonist - Tegaserod: principalmente antagonista 5-HT4, con actividad antagonista 5-HT2B - RS-127,445: high affinity; subtype selective (1000x), selective over at least eight other 5-HTR types; orally bioavailable. | - Metadoxine: antagonista 5-HT2B con actividad moduladora GABA - SDZ SER-082: antagonista 5-HT2B/C mixto - Prometazina - EGIS-7625: altamente selectivo para el receptor 5-HT2A | - PRX-08066 - SB-200,646 - SB-204,741 - SB-206,553: antagonista 5-HT2B/C mixto incluyendo al receptor α7 nAChR - SB-215,505 - SB-228,357 - Tergurida, potente antagonista de receptores 5-HT2A y 5-HT2B administrado por vía oral - LY-266,097 - LY-272,015 |